# Hypocysta aruana
Hypocysta aruana är en fjärilsart som beskrevs av Jordan 1924. Hypocysta aruana ingår i släktet Hypocysta och familjen praktfjärilar. Inga underarter finns listade i Catalogue of Life.